# Cecina alta
Cecina alta е вид охлюв от семейство Pomatiopsidae.

## Разпространение
Видът е разпространен в Русия (Курилски острови).